# I'll Be There for You (Ichiko)
I'll Be There for You è il settimo singolo pubblicato dalla cantante j-pop Ichiko. Questo singolo è stato pubblicato il 1º febbraio 2012. Il brano I'll Be There for You è stato utilizzato come sigla di apertura della quarta ed ultima stagione della serie TV anime Zero no tsukaima. Il singolo uscì in edizione regolare (COCC-16542) e in un'edizione limitata con allegato un DVD extra (COZC-634).

## Lista tracce

### CD 1
1. I'LL BE THERE FOR YOU
2. Endless Romance
3. I'LL BE THERE FOR YOU (off vocal)
4. Endless Romance (off vocal)

### CD 2 (solo edizione limitata)
1. KUGIMIYA RIE & HINO SATOSHI TALK VER.1 (釘宮理恵&日野聡トーク VER.1?)
2. KUGIMIYA RIE & HINO SATOSHI TALK VER.2 (釘宮理恵&日野聡トーク VER.2?)
3. KUGIMIYA RIE & HINO SATOSHI TALK VER.3 (釘宮理恵&日野聡トーク VER.3?)
4. SHUDAIKA BGM VER. (主題歌BGM VER.?)